# جنارو موناکو
جنارو موناکو (انگلیسی: Gennaro Monaco؛ زادهٔ ۵ ژانویهٔ ۱۹۶۸) بازیکن فوتبال اهل ایتالیا است.
از باشگاه‌هایی که در آن بازی کرده‌است می‌توان به باشگاه فوتبال امپولی، باشگاه فوتبال یووه استابیا، باشگاه فوتبال ناپولی، و باشگاه فوتبال کاتانیا اشاره کرد.